# Hun-Camé
En la mitología maya, Hun-Camé es una deidad demoníaca del inframundo Xibalbá. Junto con Vucub-Camé es uno de los dos jueces supremos del consejo, cuya función consiste en asignar sus atribuciones a los señores de Xibalbá.
Los jóvenes gemelos Hunahpú e Ixbalanqué mataron a Hun-Camé y su corregente en el inframundo Vucub-Camé, como venganza por la decapitación de su padre, Hun-Hunahpú.